# Yingshouyingzi
Yingshouyingzi är ett gruvdistrikt som lyder under Chengde i Hebei-provinsen i norra Kina.